# Théodore Bochart du Plessis
Pour les articles homonymes, voir Bochart et Duplessis.
Pour le gouverneur des Trois-Rivières en 1651 et 1652, voir Guillaume Guillemot Du Plessis-Kerbodot.
Théodore Bochart du Plessis ou Théodore du Plessis-Bochart ou Bochard, né le 17 avril 1607 - mort probablement en juin 1653, est un officier de marine, lieutenant d’Émery de Caen, Amiral de la flotte de la compagnie de la Nouvelle-France ou des Cent Associés de 1633 à 1636.

## Biographie
Né le 17 avril 1607, Théodore Bochart du Plessis est le fils de Christophe Bochart et de Jeanne Defforges, petit-fils d’Étienne Bochart, seigneur du Ménillet. Il serait parent éloigné du cardinal Richelieu. En 1616, il réside à Paris, rue des Petits-Champs. Son père serait « ancien de l’église protestante » [réf. nécessaire]. Son oncle, René, sieur du Ménillet, est lui-même pasteur à Dieppe, puis à Rouen en 1594. Son cousin est donc Samuel Bochart, pasteur protestant.
En 1633, le cardinal de Richelieu offre une commission à Bochart du Plessis pour commander la flotte de la Compagnie de la Nouvelle-France, dite des Cent-Associés.
Il ouvre un poste de traite à Tadoussac . L'historien Yannick Gendron croit qu'il est le véritable fondateur de Trois-Rivières contrairement à l'obscur Laviolette, dont nous ne savons rien d'autre sinon qu'il n'est  mentionné qu'à trois reprises dans un seul document qui reconstitue les registres de baptêmes et de sépultures de la paroisse de l'Immaculée-Conception de Trois-Rivières. Il émet aussi l'hypothèse que son nom aurait été délibérément remplacé par celui de "Monsieur de La Violette", puisqu'il était protestant. Le rôle que lui attribuent les Relations des jésuites est comparable à celui d'un commandant ou gouverneur. Cependant en 2025, l'historien Alain Gervais a identifié Laviolette comme étant Robert de Lonvilliers de Poincy.
Il quitte la Nouvelle-France le 29 août 1636.
Le 11 janvier 1640, Bochart du Plessis épouse Louise de Thiballier au château de Cornou. Il est alors présenté comme « Théodore Borchard [sic], chevalier du Ménillet, capitaine d’un des vaisseaux de Sa Majesté, en ses armées navales, fils de feu Messire Chritophe Brochard [sic], chevalier, sieur dudit Ménillet et de damoiselle Jeanne des Forges ». Ils ont un fils, André, seigneur du Ménillet et de Cornou, cité en 1694.
Il serait décédé en juin 1653 lors du siège de Bordeaux.
Ne pas confondre avec Guillaume Guillemot Du Plessis de Kerbodot.

## Dépouillement des Relations des jésuites
Bochart apparaît 40 fois dans les Relations des jésuites de 1632 à 1641 : 22 fois dûment identifié par son nom (15 fois par « du Plessis » seulement, 5 fois par « du Plessis Bochart » avec un T final, et 2 fois par « du Plessis Bochard » avec un D final), et 17 fois sous son titre « Monsieur le Général ». Chaque fois, le nom du Plessis vient en premier. Bochart est en Nouvelle-France durant quatre ans seulement, de 1632 à 1636. Durant ces années (1632 à 1637), l’auteur des Relations est le Père Paul Lejeune. À partir de 1635, son patronyme (du Plessis-Bochart) est graduellement remplacé par son titre (« Monsieur le General »). Pour une seule mention en 1635 (« Monsieur du Plessis Bochard »), l’auteur est le Père Brébeuf. En 1641, l’auteur est le Père Barthelemy Vimont (« Monsieur du Plessis Bochart »).
Extrait de la Table alphabétique confectionnée par l’abbé Charles-Honoré Laverdière (Édition Augustin Côté, 1858, volume 3, pp. 11-12, reproduite dans Éditions du Jour, 1972, volume 6, pp. 11-12) : « Duplessis Bochart, lieutenant du Sieur Emeric de Caen, 1632, 8 ; propose de délivrer un prisonnier iroquois, 9 ; ... 13 ; ... 1633, 7 ; remet les clefs du fort de Québec à M. de Champlain, et prend la conduite des vaisseaux, 26 ; revient à Québec, 1634, 1 ; s'intéresse au départ des missionnaires pour le pays des Hurons, 89, 90 ; 1635, 24 ; descend des Trois-Rivières, 1634, 91 ; passe en Europe, 1635, 13 ; revient avec huit forts navires, 19 ; traite les missionnaires avec honneur devant les Hurons qui les emmènent, 20 ; engage les Hurons et les Nipissiriniens à emmener les missionnaires, 24 ; se trouve à Québec, 1636, 60 ; assiste à un conseil que les sauvages de Tadoussac avaient demandé, 60 ; monte à la rivière des Iroquois, 64 ; de retour aux Trois-Rivières, il en repart pour la rivière des Prairies (l'Outawais), 65 ; se trouve aux Trois-Rivières, à la traite, et seconde les desseins des missionnaires, 71-74 ; son départ des Trois-Rivières, 74 ; il part pour l'Europe, emmenant trois petites filles sauvages, 1637, 73 ; il avait commencé à bâtir un logement à Tadoussac, 1641, 52 ; tué par les Iroquois, 1652, 35. »
- 1632, 8 : « Monsieur du Plessis-Bochart »
- 1632, 9 : « Monsieur du Plessis » (2 mentions)
- 1632, 13 : « Monsieur du Plessis »
- 1633, 7 : « sieur du Plessis » (3 mentions)
- 1633, 26 : « monsieur du Plessis Bochard » (avec un D final)
- 1634, 1 : « Monsieur du Plessis »
- 1634, 89 : « Monsieur du Plessis » (5 mentions)
- 1634, 90 : « Monsieur du Plessis »
- 1634, 91 : « Monsieur du Plessis »
- 1635, 13 : « Monsieur du Plessis Bochart » (avec un T final)
- 1635, 19 : « Monsieur du Plessis Bochart » (avec un T final)
- 1635, 20 : « Monsieur le General » (2 mentions)
- 1635, 24 : « Monsieur du Plessis Bochard » (avec un D final) (l’auteur est le père Brébeuf)
- 1636, 60 : « Monsieur du Plessis Bochart » (avec un T final), « Monsieur le General », « Monsieur du Plessis »
- 1636, 64 : « Monsieur le General » (3 mentions), « Monsieur du Plessis »
- 1636, 65 : « Monsieur le General »
- 1636, 71 : « Monsieur le General »
- 1636, 72 : « Monsieur le General » (5 mentions)
- 1636, 73 : « Monsieur le General »
- 1636, 74 : « Monsieur le General » (2 mentions)
- 1637, 73 : « Monsieur le General »
- 1641, 52 : « Monsieur du Plessis Bochart » (avec un T final) (l’auteur est le Père Barthelemy Vimont)

## Son prénom: Théodore ou Charles?
Les recherches effectuées par l'historien Yannick Gendron montrent que le prénom de Bochart est bien Théodore. Il utilise deux sources : Robert LEBLANT, « Un compagnon parisien de Samuel de Champlain : Théodore Bochart, sieur Duplessis, vers 1607-après 27 mars 1648 », ainsi que Eugène HAAG et Émile HAGG, La France protestante. C'est le prénom qu'il porte aussi à son mariage en 1640.

## Sa date de naissance
L'historien Yannick Gendron a relevé sa date de naissance (17 avril 1607) dans HAAG et HAAG, ouvrage précité.

## Son patronyme exact
L'historien Yannick Gendron rapporte que Théodore est le fils de Christophe Bochart. Donc, le patronyme est Bochart, à n'en pas douter. Selon Gendron (dans Rencontrer Trois-Rivières, pp. 66-67), cette famille est assez connue. Il donne ses sources. En revenant à Théodore, son contrat de mariage de 1640, selon Gendron, lui donne bien le patronyme de Bochart (en fait, l'acte donne le patronyme Brochard, mais lui attribue les bons parents). Quant au nom Duplessis, Gendron rapporte que d'après Leblant, ce nom viendrait plutôt du nom de la terre Duplessis-Picquet appartenant à sa famille, et que l'usage de ce nom par Théodore fut cautionné par le cardinal lui-même dans la commission signée de sa main le 1er mai 1633.